# Калимеса (град, Калифорния)
Калимеса (на английски: Calimesa) е град в окръг Ривърсайд, щата Калифорния, САЩ. Калимеса е с население от 7139 жители (2000) и обща площ от 40,3 km². Намира се на 729 m надморска височина. ЗИП кодовете му са 92320, а телефонният му код е 909.